# 伊麵

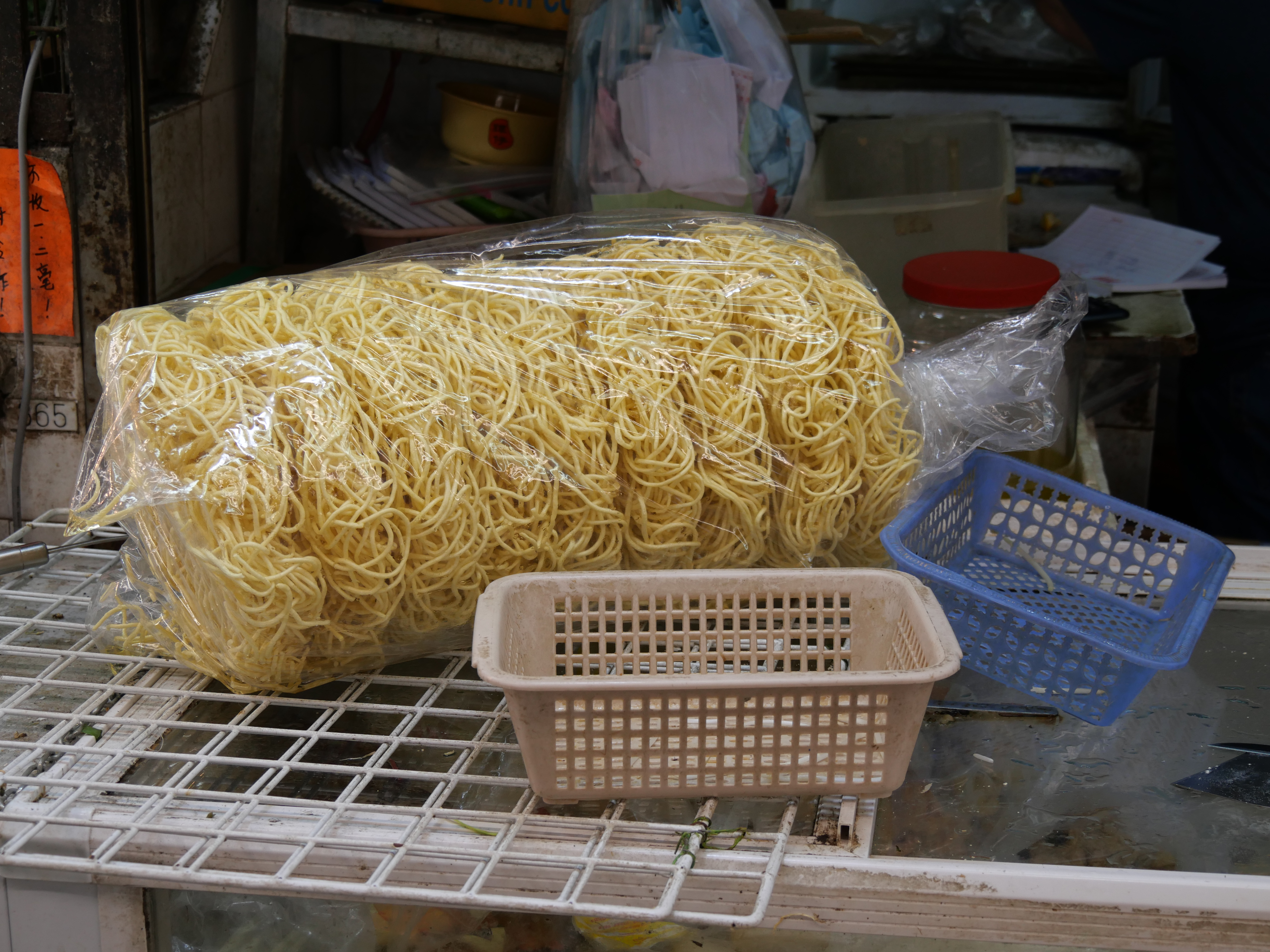
一包伊麵

伊麵，又稱伊府麵，是一種油炸的蛋麵，流行於中國大陸、香港，以及新馬。為粤菜经典主食。伊麵是中國著名麵食之一，因在民间广泛的流传与改良，传至世界各地。由於伊麵與現代的即食麵有相似之處，至今仍有厂家将自家速食麵产品命名为“伊麵”。

## 起源
相传伊麵为清代官员伊秉绶发明。因他为官“有政声”，加上书法成就颇高，故与他交游的文人墨客不少。为此伊府上常常是宾客接踵而至，就连负责准备宴饮的厨师也跟着忙碌。伊秉绶为了给家中的厨师减轻负担，命人把面粉和鸡蛋掺水和匀，擀成面条状后卷曲成团，晾干后再下油锅炸至金黄色捞起。这样的雞蛋麵因含水量极低，可保存较长时间不变质。而客人一到，便可随时取用。食用时只需用开水冲，加上炒製好的香菇、瘦肉等佐料即可。后来为纪念伊秉绶，此种面食得名“伊府麵”。

## 地方工艺
传统的伊麵，是用生蛋和面粉来制作的。江浙一带多为雞蛋麵；而由于广东人喜好柔韧口感，所以当地餐厅会用鸭蛋来做麵，因为鸭蛋偏碱性，可以让面条更筋道。据广州宝华路“渔皇餐厅”主厨透露，做伊府面要想柔韧耐泡，需用高筋面粉，与鸭蛋糅合后，面条即使在汤裡久煮，也不会绵软糊烂。
伊府面要想好吃，必须每天鲜炸，而且要选用颜色清亮的上好花生油，一旦油色变深，就要另换新油，否则炸出来的伊府面会带上油嗌味，炸伊府面的油温不宜超过200摄氏度，不然面条会失去蛋香。
经过炸製后的伊府面，可以保存半个多月。吃的时候，只需投入沸水里烫三四分钟即可。如果是制作上汤伊面的话，最好在面汤尚未达到沸点前下面条，这样伊面才能更加吸收汤味。

## 相關食法

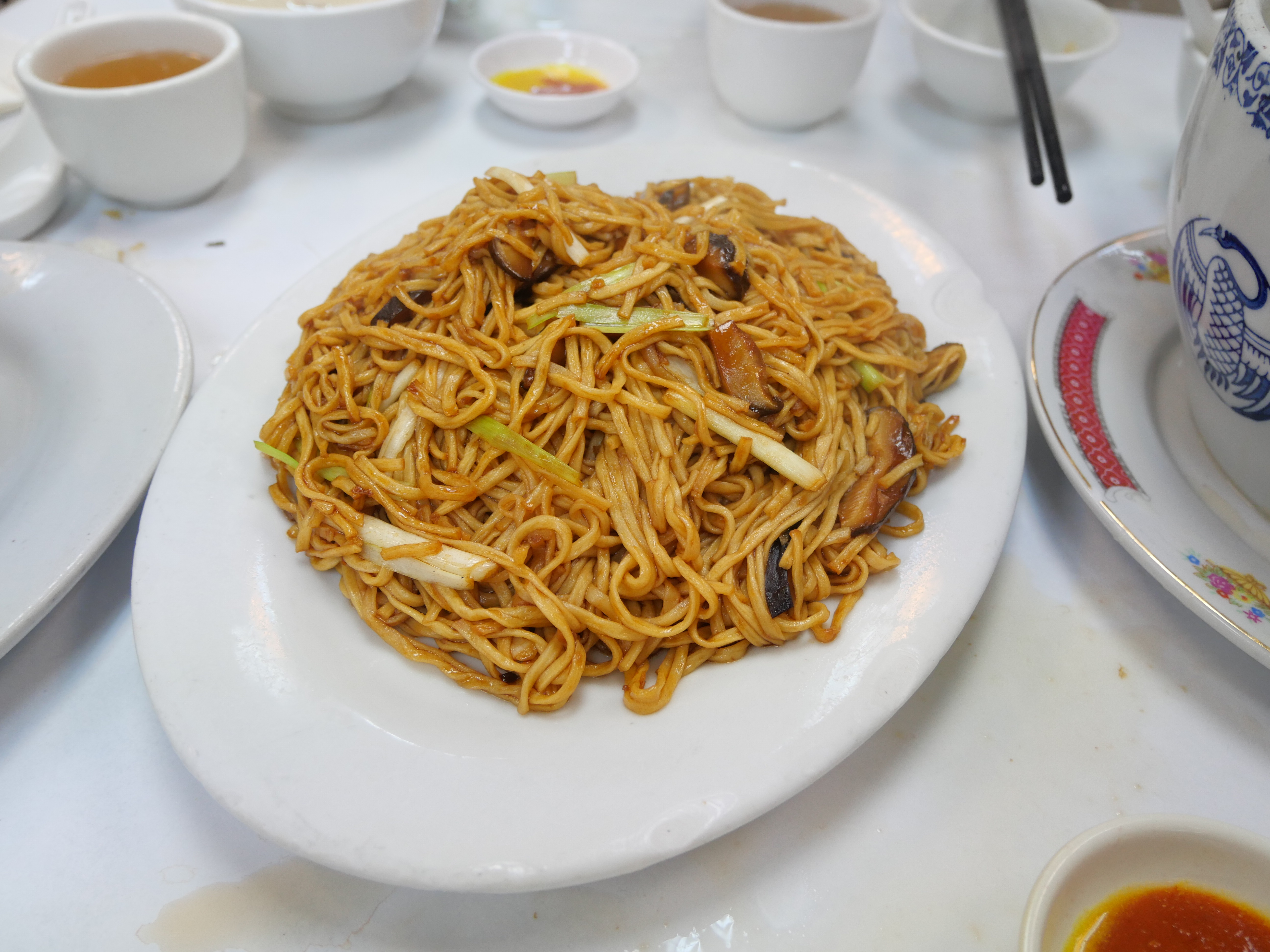
广州人偏好三鲜口味制作伊麵，包括鸡肉丝、冬菇丝、韭黄丝，再讲究的还会加入自家烘干后的腩鱼粉增加香气[2]。
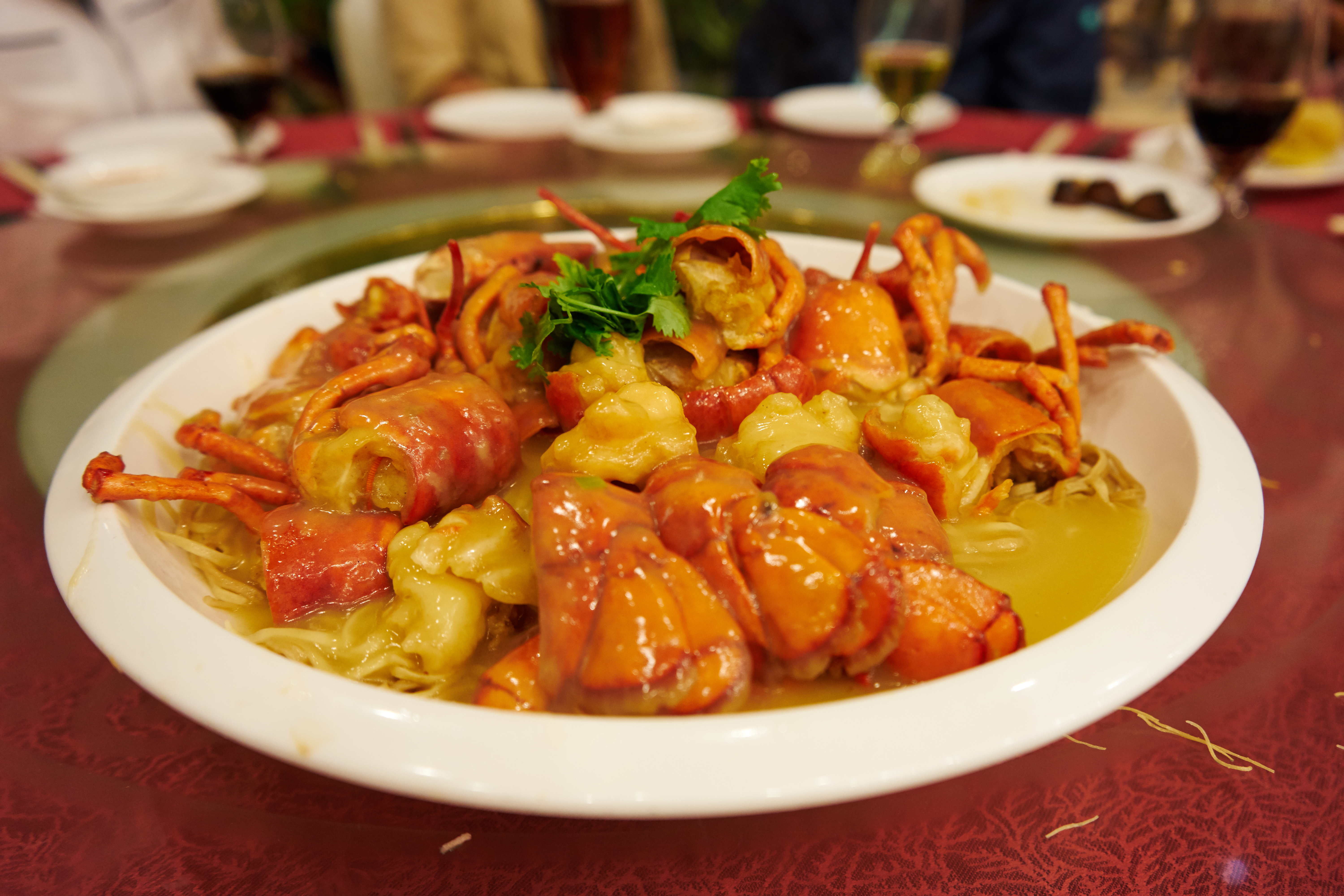
芝士龍蝦伊麵：芝士燴龍虾球、再加伊麵底，是香港美食。
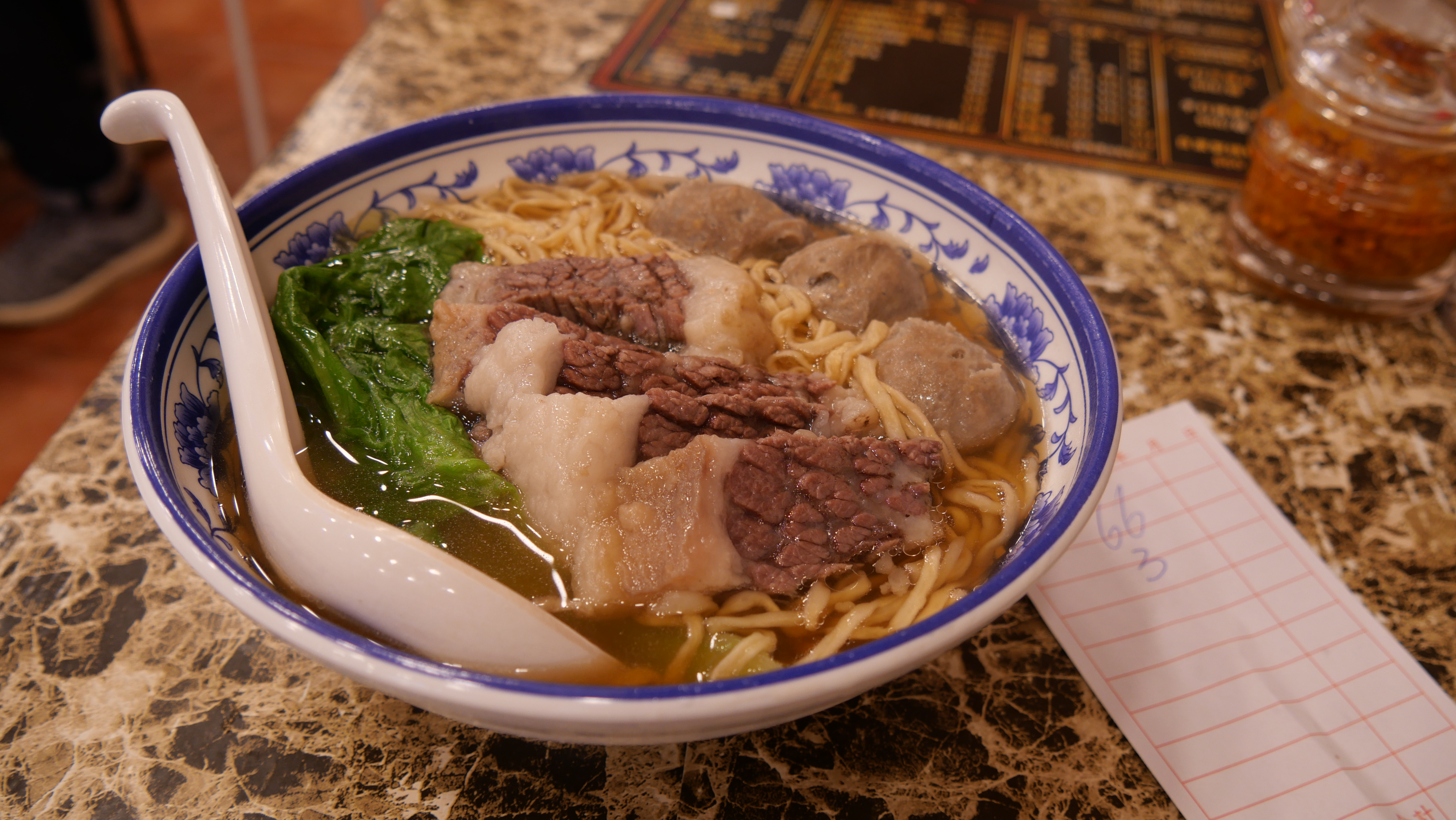
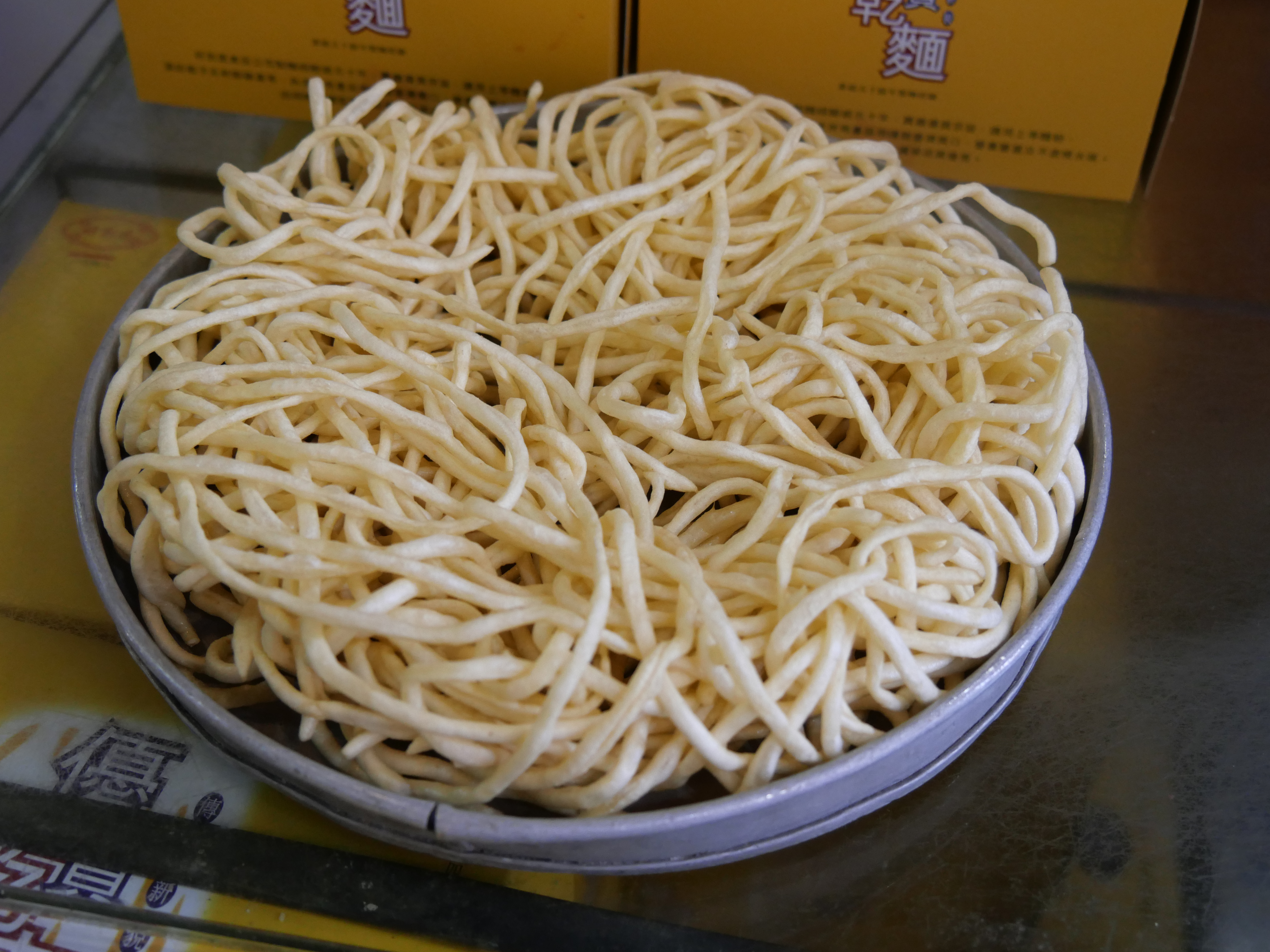
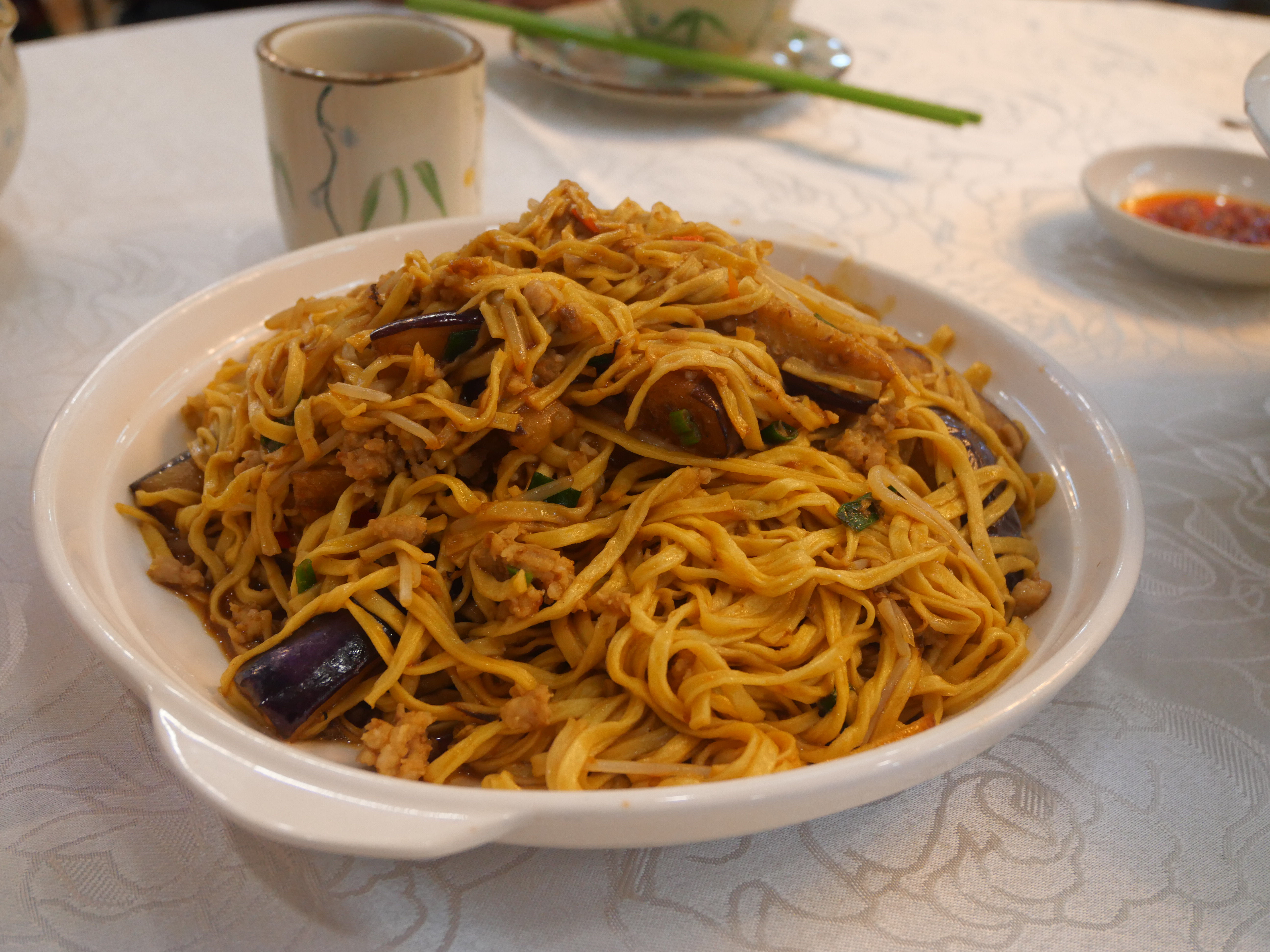
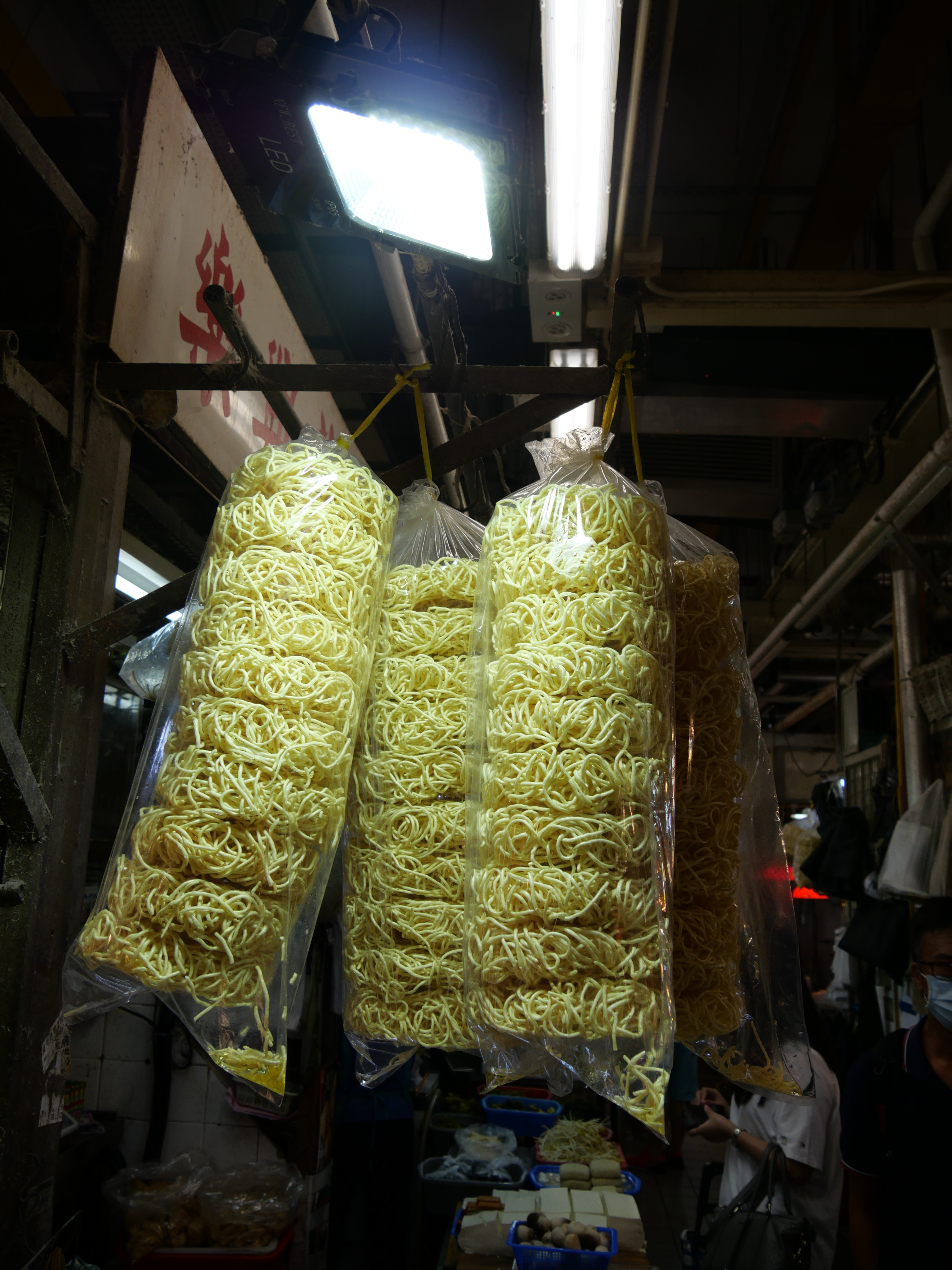
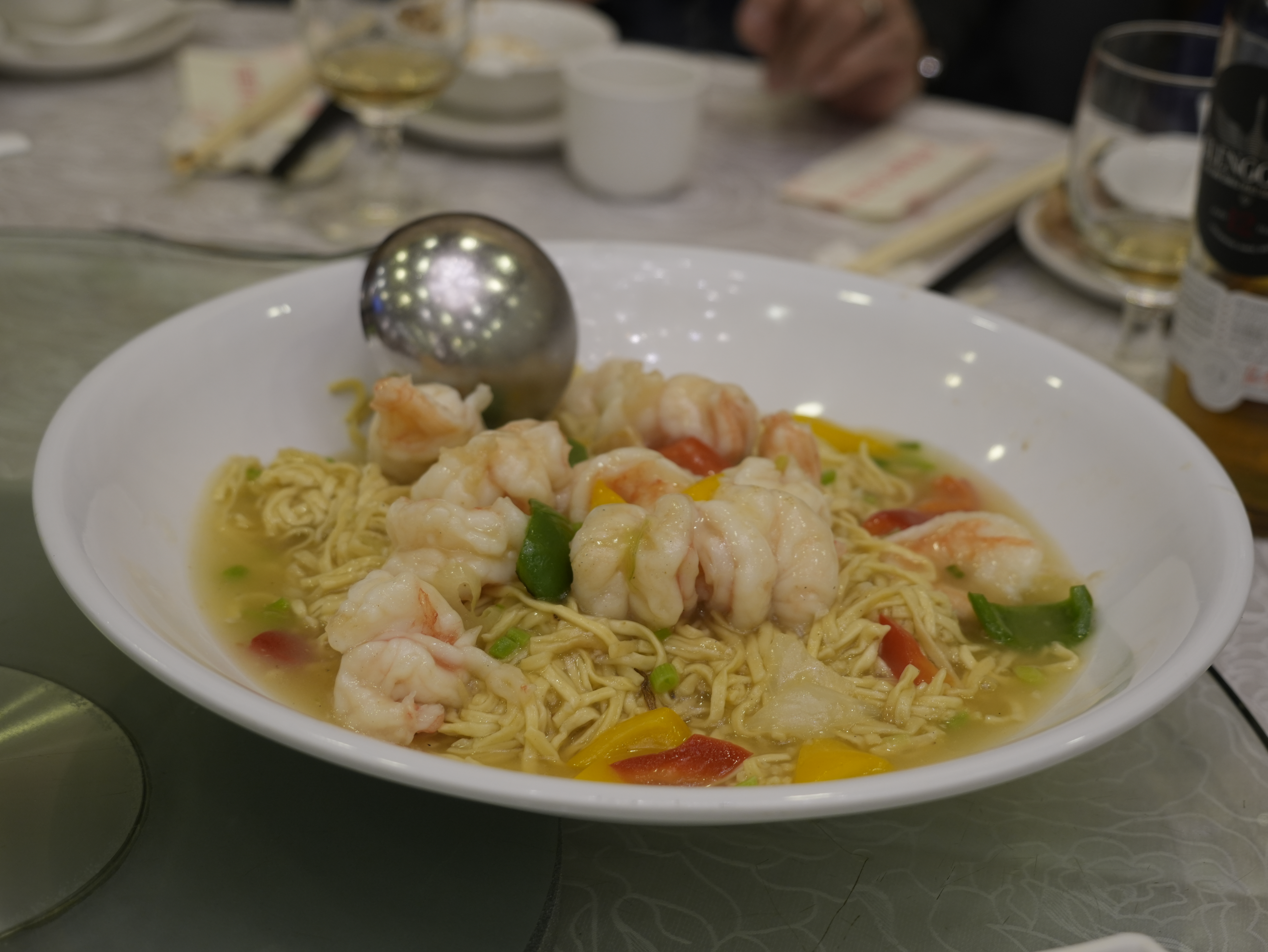
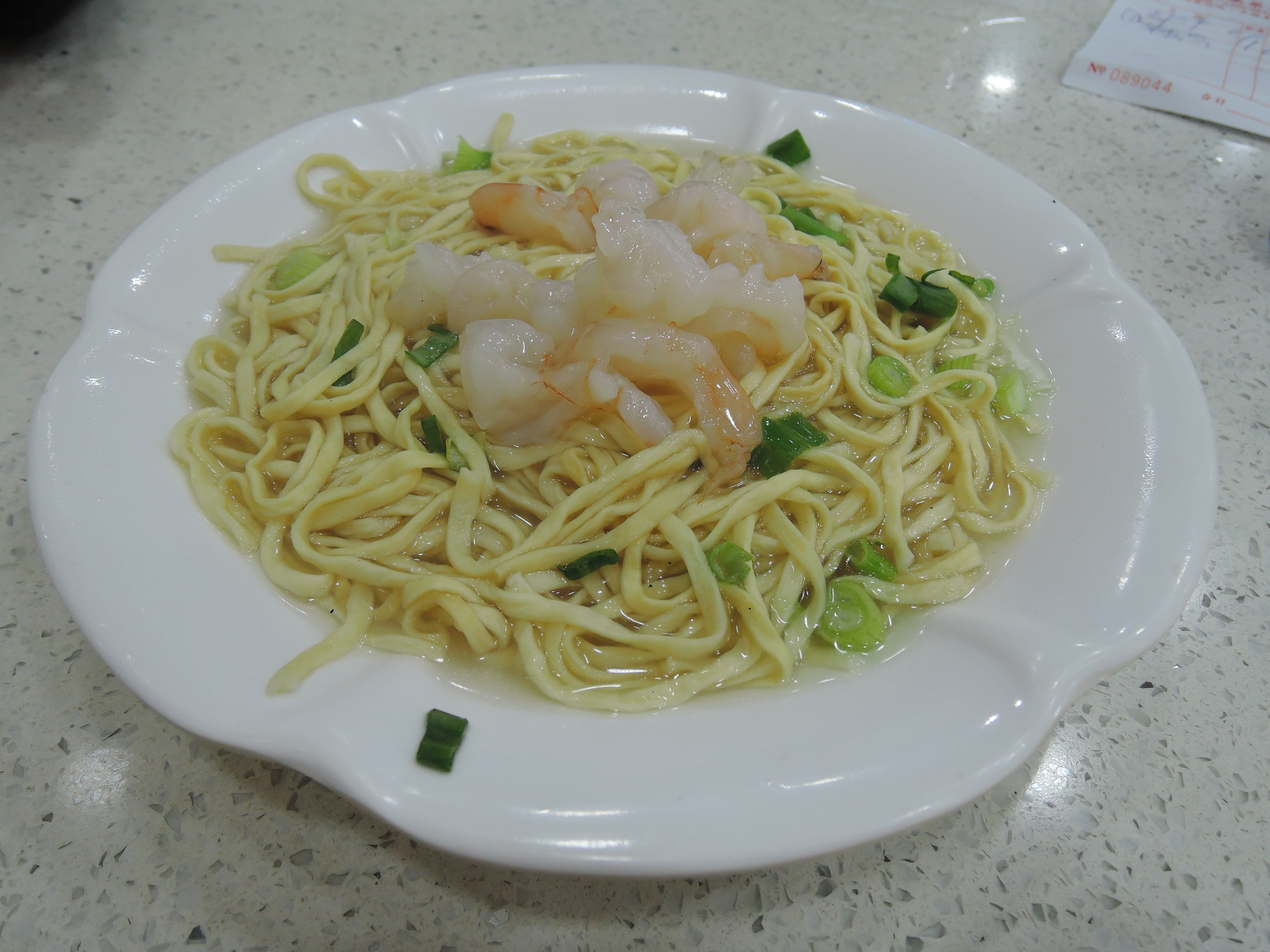
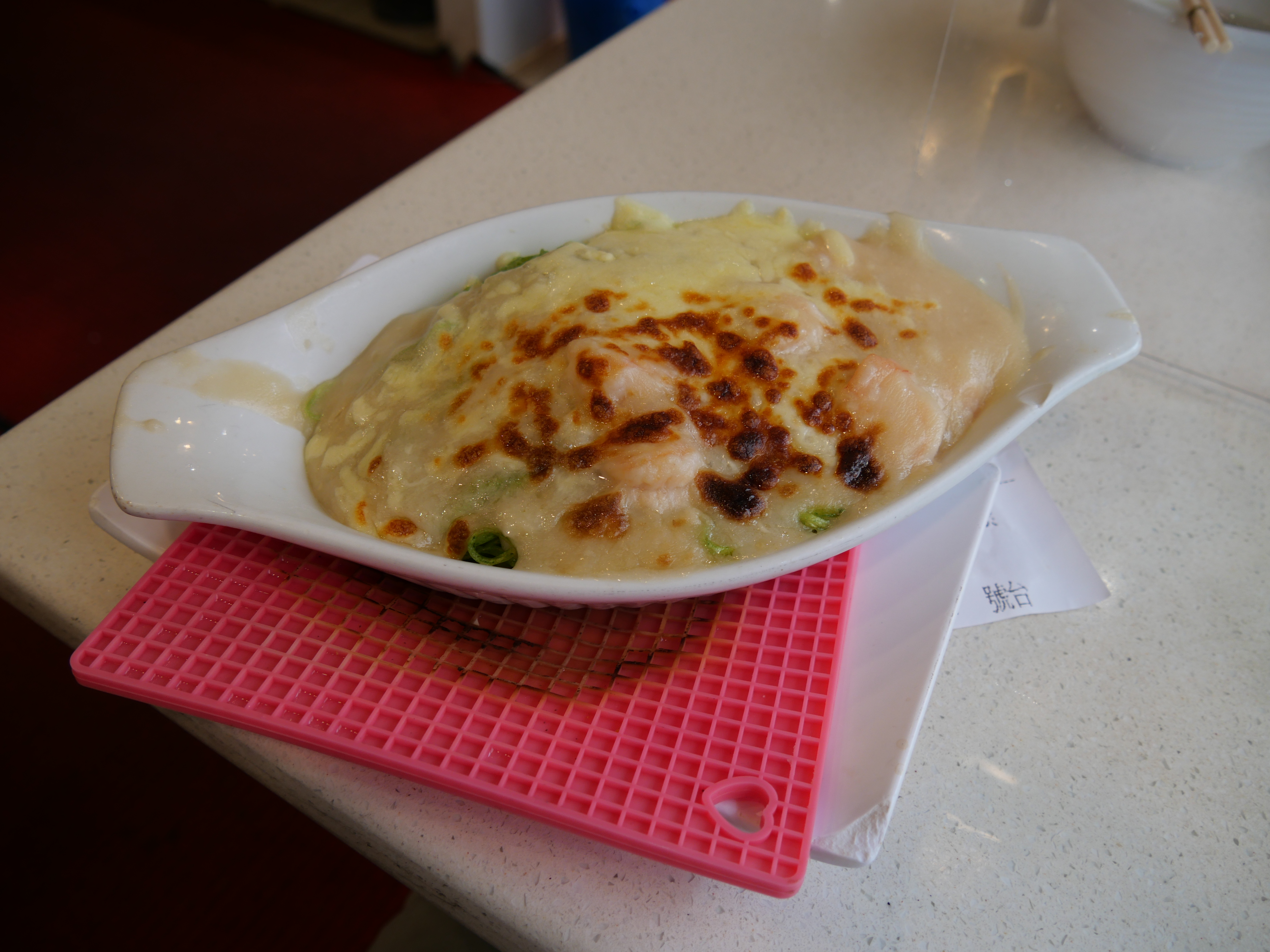
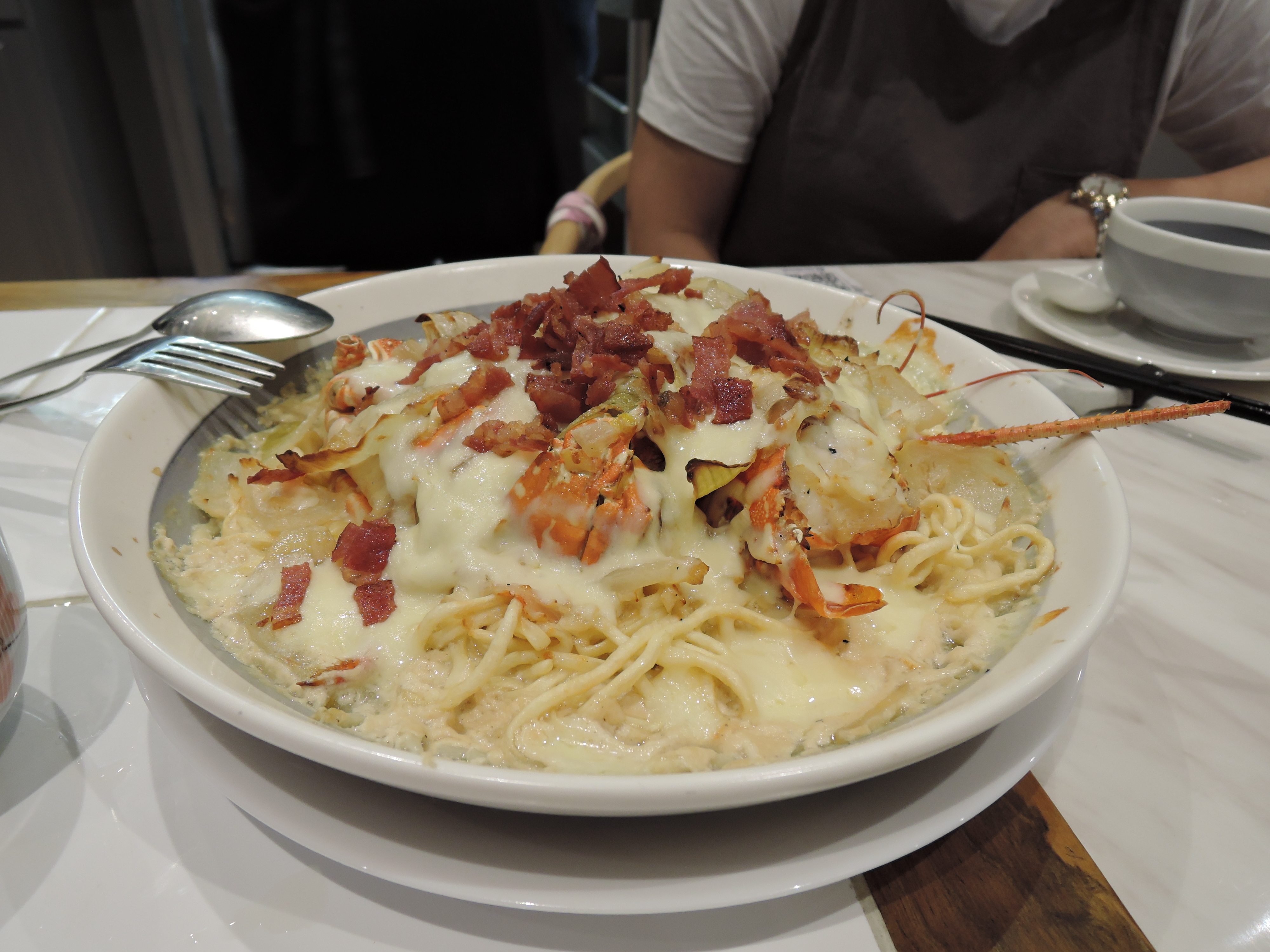
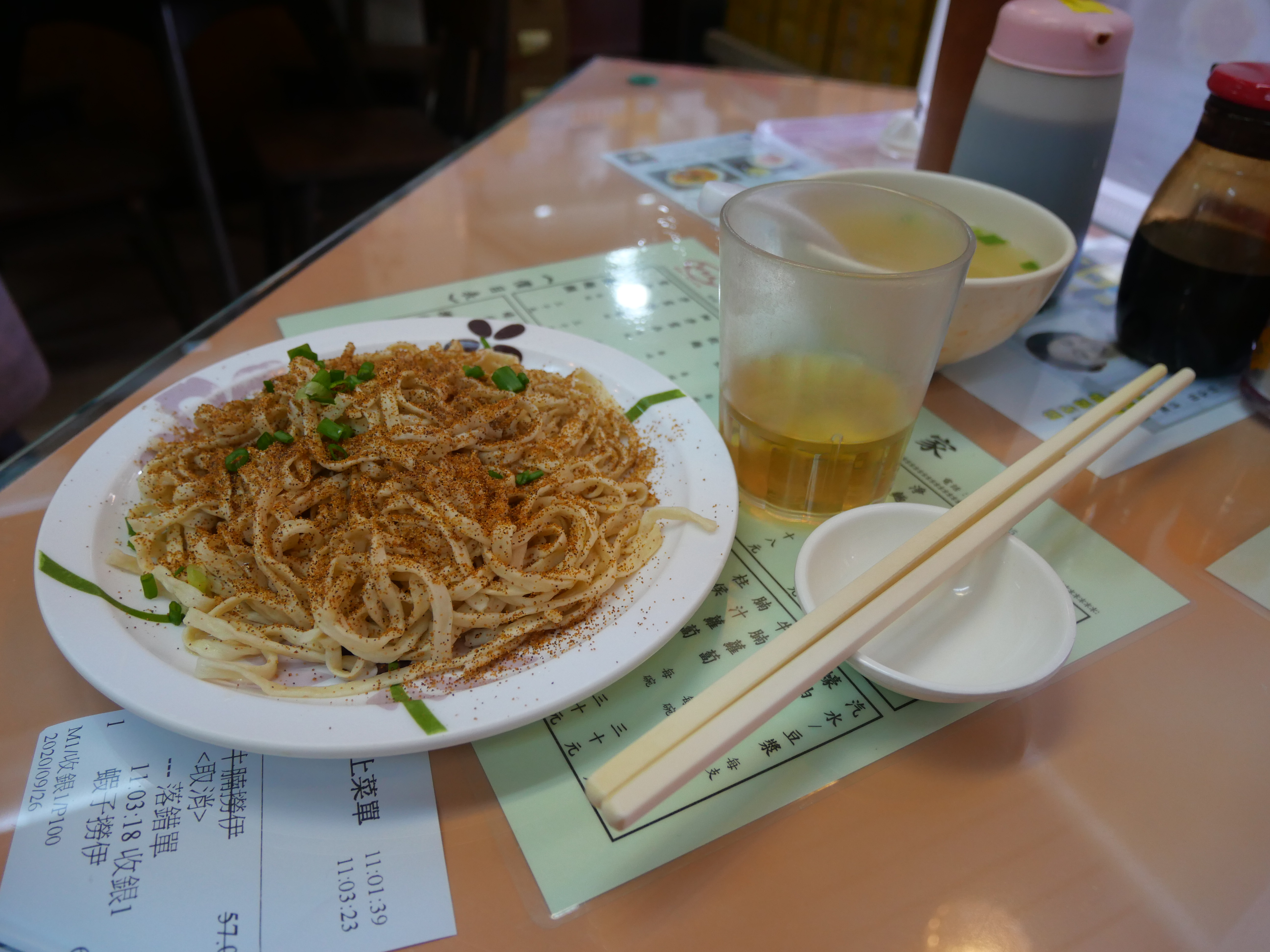
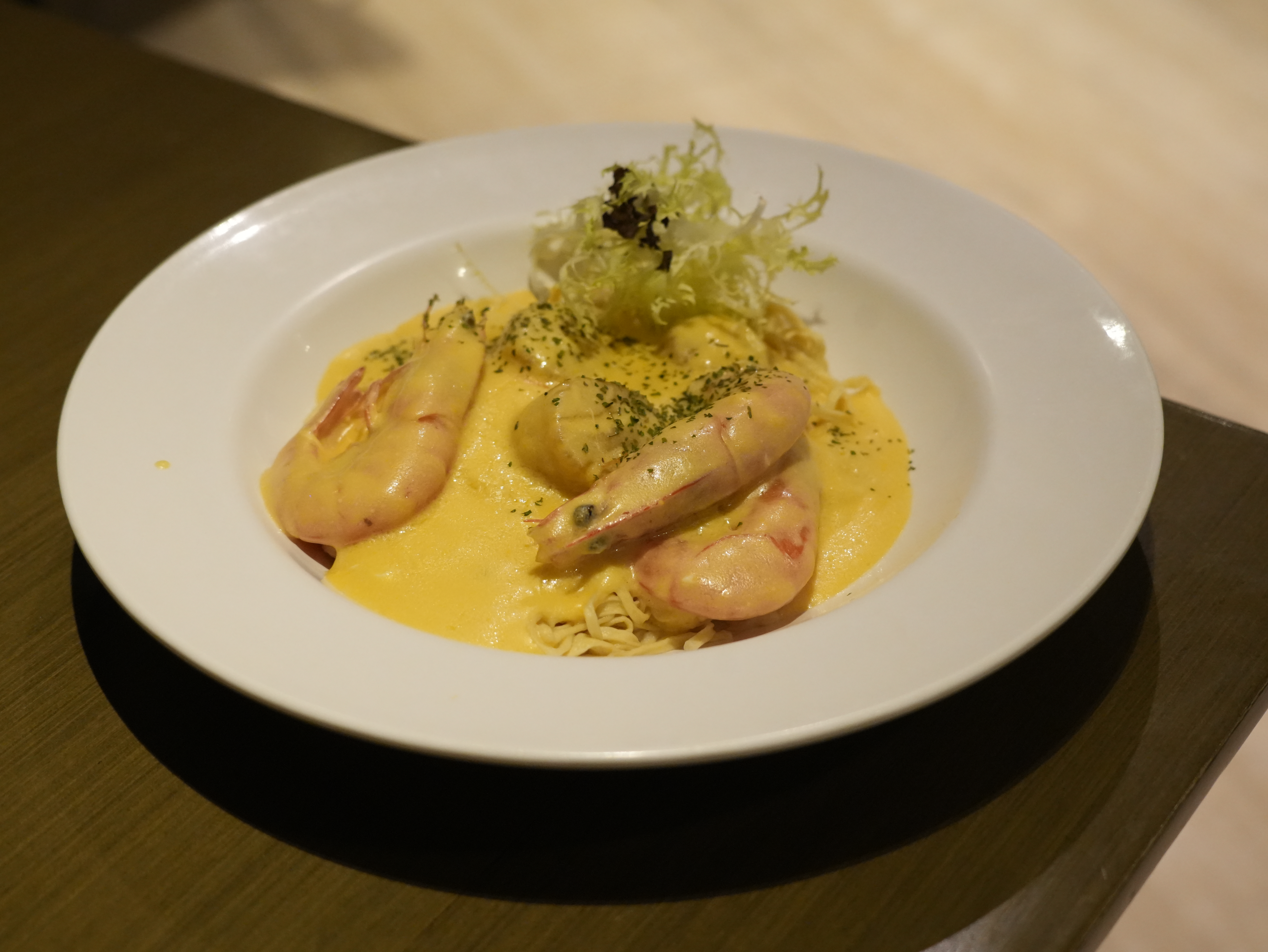

- 乾燒伊麵：香港美食
- 蟹肉伊麵：香港美食

## 伊麵與意麵是否不同
意麵是一種流行在台灣的蛋麵，分有油炸與非油炸兩種麵體。據說意麵源自伊麵，轉音變成意麵，讀音相似，而且它們都是蛋麵，故有意麵源自伊府麵一說。但是，台灣意麵不論麵體外觀、烹調方式，不管是炸與不炸，都與伊府麵相去甚遠。而且，伊府麵一般也只單指油炸蛋麵。國家圖書館學術知識服務網根據歷史月刊則指出，伊府麵簡稱伊麵，臺灣則叫「意麵」，當是訛音之故。早先在臺灣製作伊麵者，多為汕頭人，今有將伊麵逕名「汕頭麵」，也是錯誤的。

## 伊麵
- 乾燒伊麵
- 上湯龍蝦伊麵